# 小田忠雄
小田 忠雄（おだ ただお、1940年 - ）は、日本の数学者。専門は代数幾何学。トーリック多様体で有名な数学者。学位は、Ph.D（ハーバード大学・1967年）。東北大学名誉教授。名古屋大学助教授・東北大学教授を歴任。2018年瑞宝中綬章受章。

## 来歴
1958年、東海高等学校卒業。1962年、京都大学理学部数学科卒業。1967年、ハーバード大学で数学のPh.D取得（指導教官はフィールズ賞を受賞したデヴィッド・マンフォード）。その後、名古屋大学理学部助手、助教授を歴任。1975年から2003年まで東北大学大学院理学研究科教授。2018年、瑞宝中綬章受章。
東北大学附属図書館長、京都賞基礎科学部門専門委員会委員長、名古屋大学大学院多元数理科学研究科の外部評価委員会委員長、社会奉仕団体キワニス日本地区の代表も務めた。

## 人物
トーリック多様体は1970年代から1980年代にかけて、小田忠雄らを中心に日本では活発に研究された。フィールズ賞受賞者の広中平祐と師弟関係にある。広中平祐の特異点解消理論の発表当時には、この理論が理解できる日本人は、ハーバード大学に留学中の小田忠雄唯一人であると伝えられた。名古屋大学理学部助手、助教授をしていたときに、東海高等学校の先輩である森川壽が同じ名古屋大学理学部数学科で教授をしていた。後に小田忠雄と森川壽は共著で『Algebraic Geometry,Sendai,1985』（日本数学会）を執筆することになった。

## 著作
- 小田忠雄『凸体と代数幾何学』紀伊国屋書店〈紀伊國屋数学叢書〉、1985年。NDLJP:12622240。

## 関連文献
- 藤野修『トーリックの世界 : 森理論入門』（レポート）〈平成14年京都大学数理解析研究所数学入門公開講座用テキスト〉。2024年7月17日閲覧。「https://www.math.kyoto-u.ac.jp/~fujino/sonota.html」
- 弘瀬高浩『トｰリック多様体とニュｰトン図形を用いた空間曲面の描画法』（修士論文）兵庫教育大学〈修士学位授与年度:平成15年度所属：教科・領域教育専攻自然系コース数学〉、2003年。hdl:10132/1669。